# سیارک ۴۱۲۴
سیارک ۴۱۲۴ (به انگلیسی: 4124 Herriot، نامگذاری:1986SE) چهار هزار و صد و بیست و چهارمین سیارک کشف شده‌است که در ۲۹ سپتامبر ۱۹۸۶ کشف شد.
قدر مطلق سیارک برابر ۱۲٫۵۰ است.